# Heterusia lymnadoides
Heterusia lymnadoides är en fjärilsart som beskrevs av Louis Beethoven Prout 1931. Heterusia lymnadoides ingår i släktet Heterusia och familjen mätare. Inga underarter finns listade i Catalogue of Life.